# Донське (Уланський район)
Донське́ (каз. Донское) — село у складі Уланського району Східноказахстанської області Казахстану. Входить до складу Усть-Каменогорського сільського округу.
Населення — 798 осіб (2021; 960 у 2009, 945 у 1999, 876 у 1989).
Національний склад станом на 1989 рік:
- росіяни — 54 %
- казахи — 41 %